# I Imszeng
I Imszeng (hangul: 이임생, handzsa: 李 林生, RR: Lee Lim-saeng; Incshon, 1971. november 18. –) dél-koreai válogatott labdarúgó.

## Pályafutása

### Klubcsapatban
1994 és 2002 között a Bucshon SK csapatában játszott. 2003-ban a Puszan IPark játékosa volt. 

### A válogatottban
1992 és 2002 között 26 alkalommal játszott a dél-koreai válogatottban. Tagja volt az 1992. és az 1996. évi nyári olimpiai játékokon szereplő válogatott keretének és részt vett az 1998-as világbajnokságon, illetve a 2000-es CONCACAF-aranykupán.

## Sikerei, díjai
Dél-Korea U20
- U19-es Ázsia-bajnokság (1): 1990